# Унтервахінген
Унтервахінген (нім. Unterwachingen) — громада в Німеччині, знаходиться в землі Баден-Вюртемберг. Підпорядковується адміністративному округу Тюбінген. Входить до складу району Альб-Дунай.
Площа — 2,60 км2. Населення становить 200 ос. (станом на 31 грудня 2020).